# 吾平駅
吾平駅（あいらえき）は、鹿児島県肝属郡吾平町麓（現：鹿屋市吾平町麓）にかつて設置されていた、日本国有鉄道（国鉄）大隅線の駅（廃駅）である。大隅線の廃止に伴い、1987年（昭和62年）3月14日に廃駅となった。

## 歴史
地元の鉄道会社である大隅鉄道が、鹿屋から高山まで1920年（大正9年）12月23日に延伸した際に、その途中駅として開業した。当時は762 mm軌間の軽便鉄道であった。また当初の駅名は同じ読みで漢字が異なり、姶良駅であった。これは、1988年（昭和63年）に同じ鹿児島県内の姶良郡姶良町に開業した日豊本線の姶良駅とは別の駅である。
1935年（昭和10年）6月1日に鉄道省が大隅鉄道を買収して、古江線となった。その後国鉄標準の1,067 mm軌間への改軌工事が進められ、1938年（昭和13年）10月10日に完成した。また古江東線と古江西線を合わせて再度古江線となった。

### 年表
- 1920年（大正9年）12月23日：大隅鉄道の姶良駅として開業[1]、762 mm軌間。
- 1935年（昭和10年）6月1日：鉄道省が大隅鉄道を買収し[1]古江線の駅となる。
- 1936年（昭和11年）10月23日：古江線を改称して古江西線となる。
- 1938年（昭和13年）10月10日：1,067 mm軌間への改軌工事完成、古江線へ改称。
- 1943年（昭和18年）3月29日：起重機新設。
- 1948年（昭和23年）8月：貨物線新設。
- 1952年（昭和27年）1月1日：吾平駅に改称[2]。
- 1956年（昭和31年）3月25日：駅舎改築、鉄筋コンクリート平屋建て。
- 1971年（昭和46年）2月1日：貨物営業を廃止[1]。
- 1972年（昭和47年）9月9日：志布志駅 - 国分駅間全通に伴い、古江線が大隅線に改称される。
- 1984年（昭和59年）2月1日：荷物営業を廃止[1]。
- 1987年（昭和62年）3月14日：大隅線の全線廃止に伴い、廃駅となる[1]。

## 駅構造
島式ホーム1面2線と側線1本を有する列車交換が可能な駅。直営駅であった。

## 現状

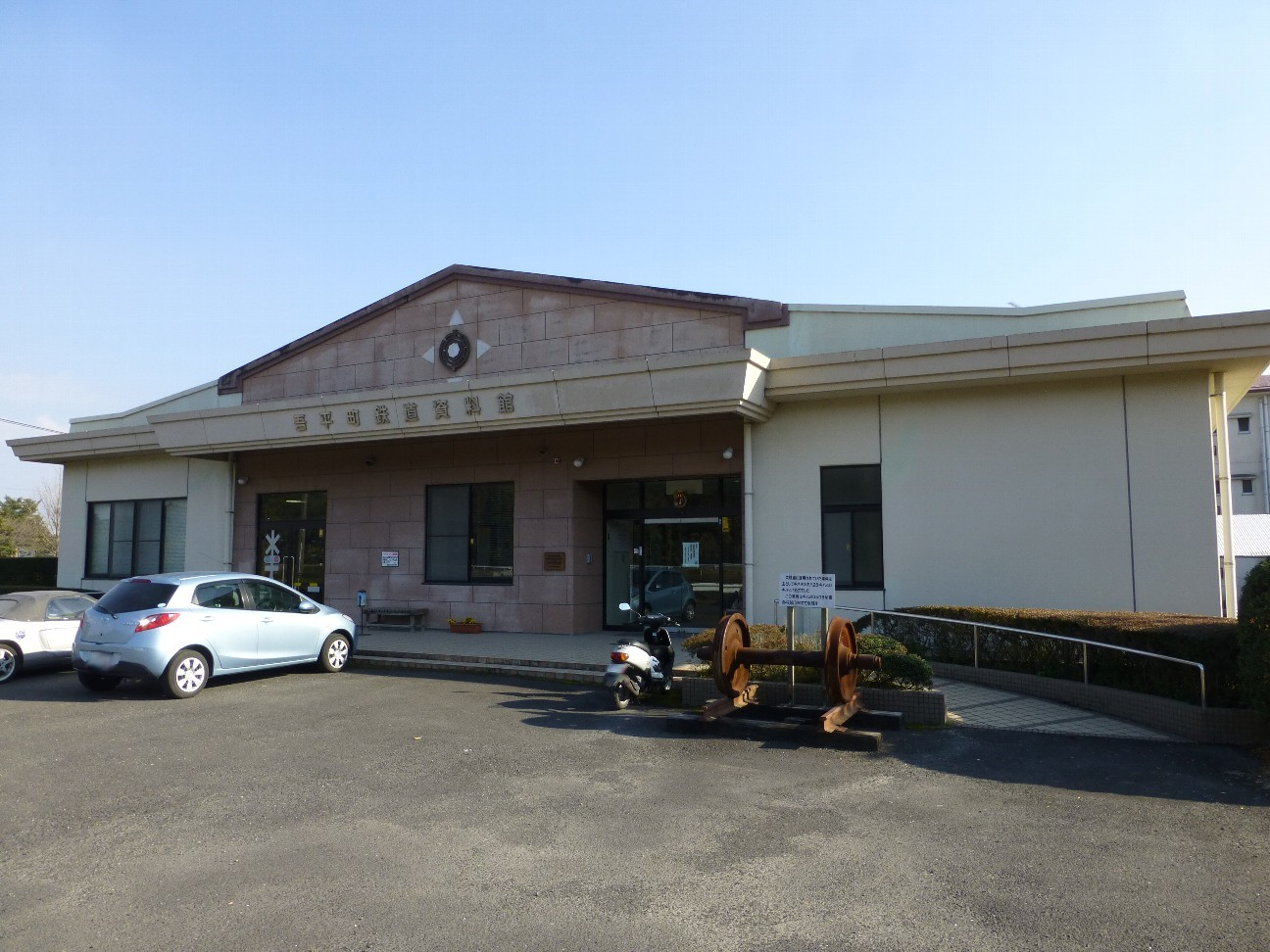
吾平鉄道記念館（2014年1月）

廃止後、駅跡は鉄道公園として整備され、キハ20 452と車掌車ヨ8953が保存されている。また、隣接して吾平町鉄道資料館が設置され、大隅線の歴史を今に伝えていたが、鹿屋市の行革方針により2015年（平成27年）9月30日をもって閉館となった。吾平鉄道資料館内にあった資料等については、鹿屋市鉄道記念館（鹿屋市共栄町20番2号）のリニューアルに合わせて移設収蔵され、2016年（平成28年）9月30日から公開されている。
なお、吾平町鉄道資料館の建物については、鹿屋市の地域包括ケアシステムの構築において中核的な役割を果たす鹿屋市地域包括支援センターに改修され、2016年（平成28年）4月1日から開設されている。

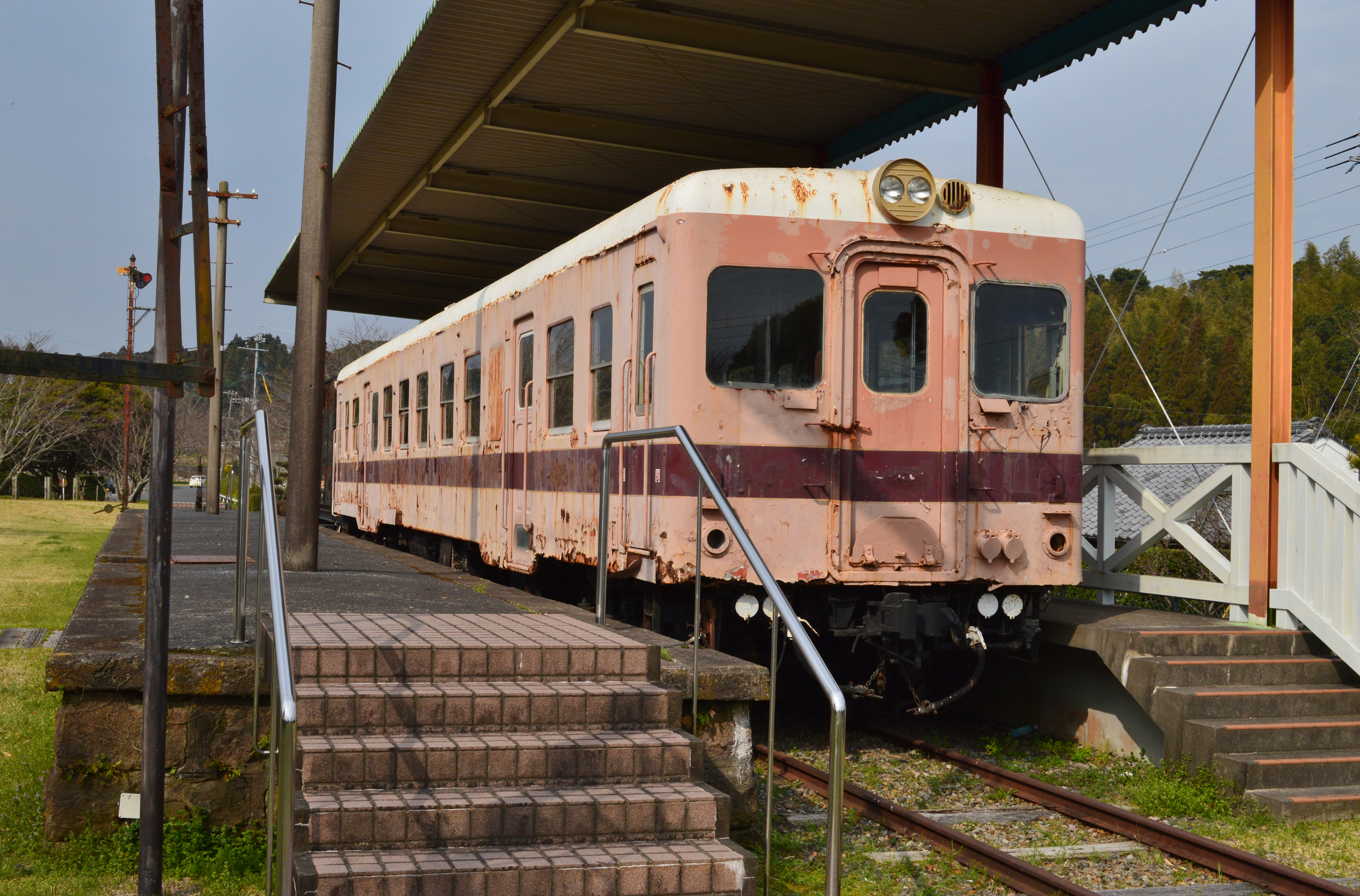
キハ20 452
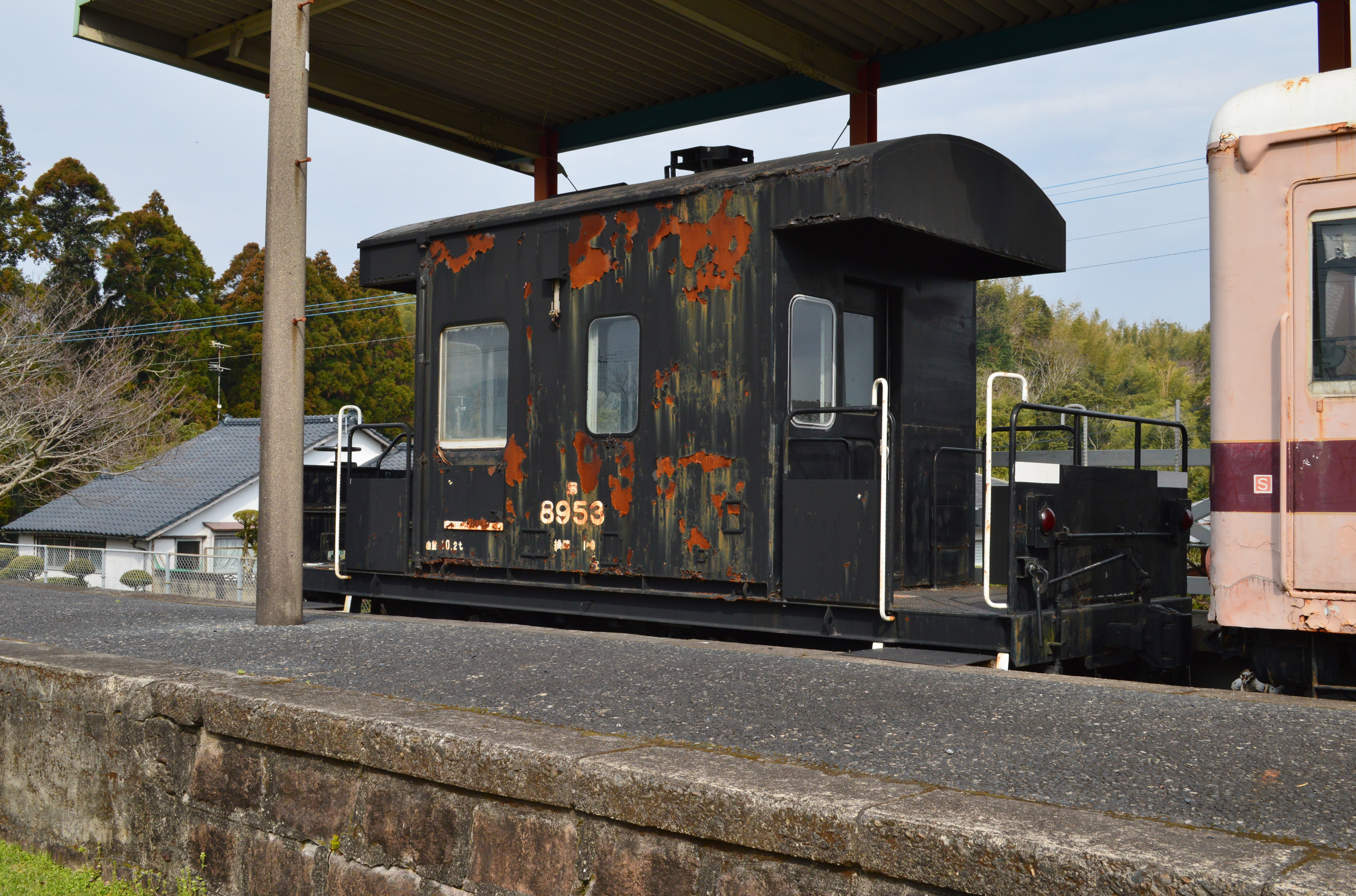
ヨ8953

## 隣の駅
日本国有鉄道
大隅線
論地駅 - 吾平駅 - 永野田駅